# Кучине (Солин)
Кучине (до 1991. године Кућине) су насељено место у саставу града Солина, Сплитско-далматинска жупанија, Република Хрватска.

## Историја
До територијалне реорганизације у Хрватској налазиле су се у саставу старе општине Солин.

## Становништво
На попису становништва 2011. године, Кучине су имале 974 становника.
| Број становника по пописима | Број становника по пописима | Број становника по пописима | Број становника по пописима | Број становника по пописима | Број становника по пописима | Број становника по пописима | Број становника по пописима | Број становника по пописима | Број становника по пописима | Број становника по пописима | Број становника по пописима | Број становника по пописима | Број становника по пописима | Број становника по пописима | Број становника по пописима |
| --------------------------- | --------------------------- | --------------------------- | --------------------------- | --------------------------- | --------------------------- | --------------------------- | --------------------------- | --------------------------- | --------------------------- | --------------------------- | --------------------------- | --------------------------- | --------------------------- | --------------------------- | --------------------------- |
| 1857                        | 1869                        | 1880                        | 1890                        | 1900                        | 1910                        | 1921                        | 1931                        | 1948                        | 1953                        | 1961                        | 1971                        | 1981                        | 1991                        | 2001                        | 2011                        |
| 142                         | 175                         | 184                         | 167                         | 235                         | 308                         | 308                         | 361                         | 421                         | 433                         | 436                         | 413                         | 396                         | 559                         | 710                         | 974                         |

Напомена: До 1991. исказује се под именом Кућине. Исказује се као самостално насеље од 1981. настало издвајањем дела насеља Сплит (град Сплит), у самостално насеље. До 1948. такође је исказивано као самостално насеље. Од 1953. до 1971. исказивано је као део насеља Сплит (град Сплит).

### Попис1991.
На попису становништва 1991. године, насељено место Кућине је имало 559 становника, следећег националног састава:
| Попис 1991.‍  | Попис 1991.‍  | Попис 1991.‍ | Попис 1991.‍ | Попис 1991.‍ |
| ------------ | ------------ | ----------- | ----------- | ----------- |
|              |              |             |             |             |
| Хрвати       | Хрвати       |             | 527         | 94,27%      |
| Срби         | Срби         |             | 9           | 1,61%       |
| Југословени  | Југословени  |             | 8           | 1,43%       |
| Словенци     | Словенци     |             | 4           | 0,71%       |
| Италијани    | Италијани    |             | 1           | 0,17%       |
| Црногорци    | Црногорци    |             | 1           | 0,17%       |
| неопредељени | неопредељени |             | 6           | 1,07%       |
| непознато    | непознато    |             | 3           | 0,53%       |
| укупно: 559  |              |             |             |             |